# 完全四度
完全四度（かんぜんよんど、かんぜんよど）とは、音楽における音程のひとつである。P4 (Perfect 4th) と略記する。四度の関係にある音程のうち、五半音差にあるものが完全四度、六半音差にあるものが増四度である。
純正音程の振動数の比は3:4。完全五度の転回音程である。

## そのほかの四度の種類
- 減四度
- 増四度